# Nimbochromis polystigma
Nimbochromis polystigma är en fiskart som först beskrevs av Regan 1922.  Nimbochromis polystigma ingår i släktet Nimbochromis och familjen Cichlidae. IUCN kategoriserar arten globalt som livskraftig. Inga underarter finns listade i Catalogue of Life.